# Miss Gibraltar

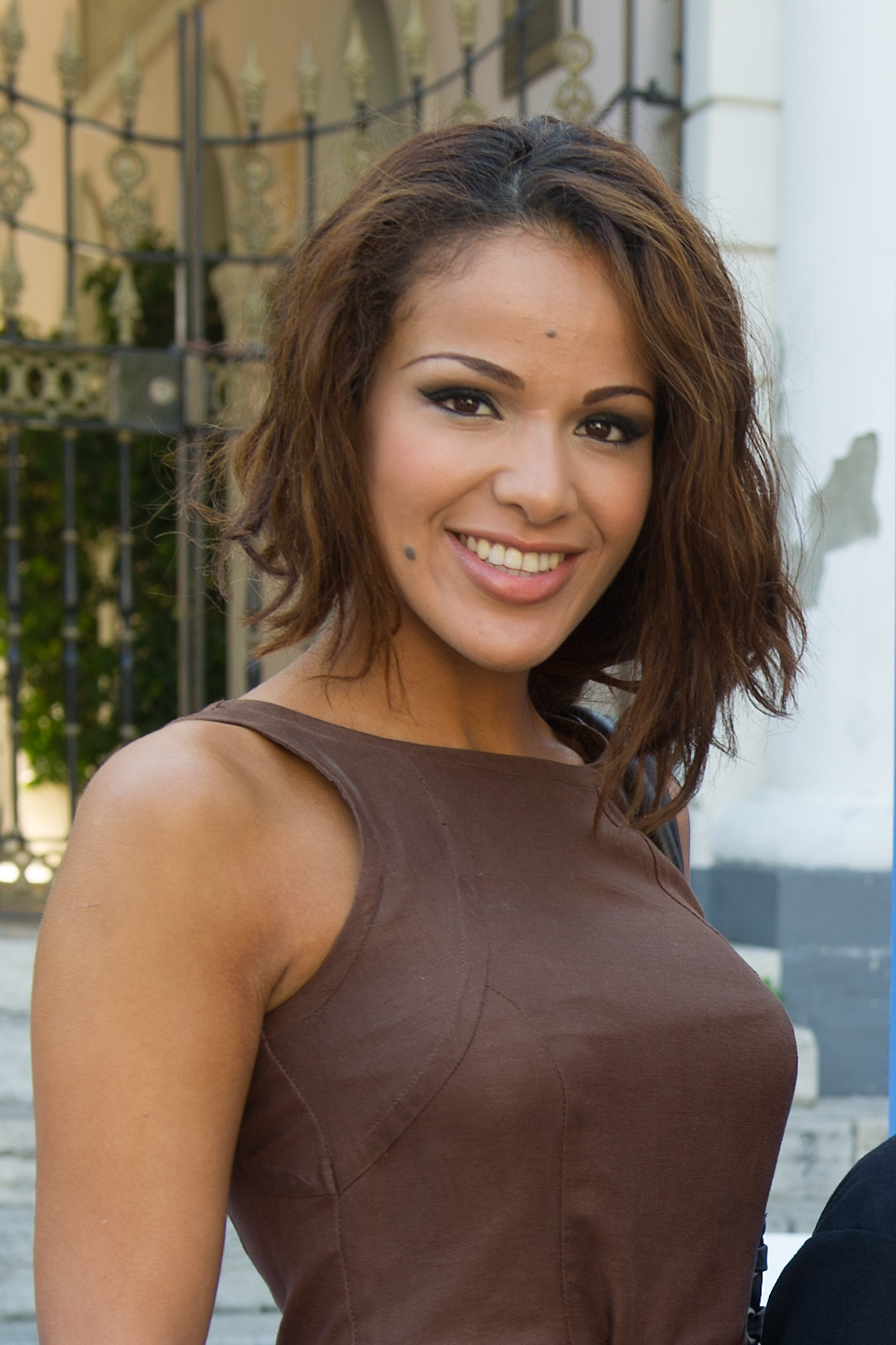
Maroua Kharbouch, Miss Gibraltar 2013

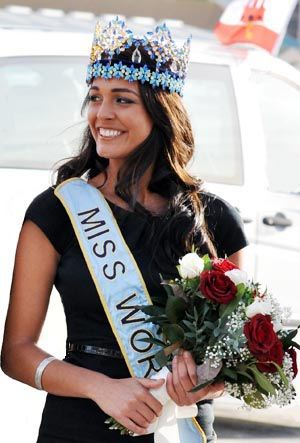
Kaiane Aldorino, Miss Gibraltar 2009, nach ihrem Sieg bei der Miss World im gleichen Jahr

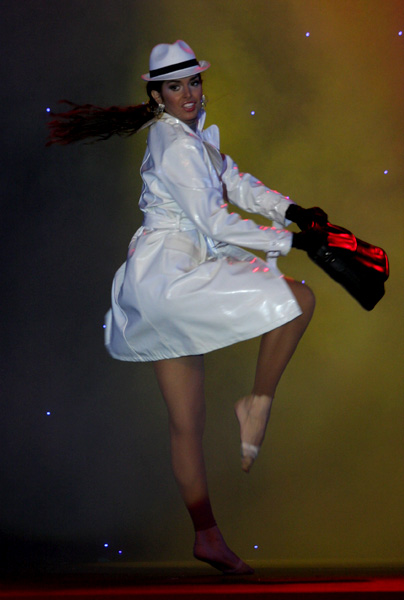
Krystle Robba, Miss Gibraltar 2008, bei der Miss World

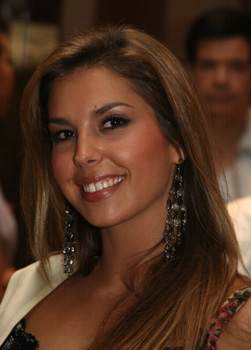
Danielle Perez, Miss Gibraltar 2007

Miss Gibraltar ist ein Schönheitswettbewerb in dem britischen Überseegebiet Gibraltar, der seit 1959 durchgeführt wird. Die Teilnehmerinnen müssen in Gibraltar geboren sein oder die britische Staatsangehörigkeit besitzen und seit mindestens 5 Jahren ihren Wohnsitz auf der Halbinsel haben.
Die erste Veranstaltung wurde 1959 von der Zeitung Vox organisiert. Die Gewinnerin war verheiratet, aber das widersprach seinerzeit noch nicht den Teilnahmebedingungen. Erst als der Wettbewerb 1964 von der Fernsehgesellschaft GBC Television wiederbelebt wurde, mussten die Kandidatinnen ledig und kinderlos sein. Heutiger Veranstalter ist das Gibraltar Tourist Office. Die Siegerinnen nehmen an der Wahl zur Miss World teil. 2009 gewann mit Kaiane Aldorino zum ersten Mal eine Miss Gibraltar diesen Titel.

## Die Siegerinnen
| Jahr    | Miss Gibraltar                 |
| ------- | ------------------------------ |
| 1959    | Viola Abudarham                |
| 1960–63 | nicht ausgetragen              |
| 1964    | Lydia Davis                    |
| 1965    | Rosemary Vinales               |
| 1966    | Grace Valverde                 |
| 1967    | Laura Bassadone                |
| 1968    | Sandra Sanguinetti             |
| 1969    | Marliou Chiappe                |
| 1970    | Carmen Gomez                   |
| 1971    | Lisette Chipolina              |
| 1972    | Rosemary Catania               |
| 1973    | Josephine Rodriguez            |
| 1974    | Patricia Orfila                |
| 1975    | Lilian Lara                    |
| 1976    | Rosemary Parody                |
| 1977    | Lourdes Holmes                 |
| 1978    | Rosanna Bonfante               |
| 1979    | Audrey Lopez                   |
| 1980    | Yvette Dominguez               |
| 1981    | Michelle Lara                  |
| 1982    | Louise Gillingwater            |
| 1983    | Jessica Palao                  |
| 1984    | Karina Hollands                |
| 1985    | Gail Francis                   |
| 1986    | Dominique Martinez             |
| 1987    | Maite Sanchez                  |
| 1988    | Tatiana Desoiza                |
| 1989    | Audrey Gingel                  |
| 1990    | Sarah Yeats                    |
| 1991    | Ornella Costa                  |
| 1992    | Michelle Torres                |
| 1993    | Jenifer Ainsworth              |
| 1994    | Melissa Berllaque              |
| 1995    | Monique Chiara                 |
| 1996    | Samantha Lane                  |
| 1997    | Rossanna Ressa                 |
| 1998    | Melanie Soiza                  |
| 1999    | Abigail Garcia                 |
| 2000    | Tessa Sacramento               |
| 2001    | Luann Richardson               |
| 2002    | Natalie Monteverde             |
| 2003    | Kim Falzun                     |
| 2004    | Helen Gustafson                |
| 2005    | Melanie Chipolina              |
| 2006    | Hayley O’Brien                 |
| 2007    | Danielle Perez                 |
| 2008    | Krystle Robba                  |
| 2009    | Kaiane Aldorino                |
| 2010    | Larissa Dalli                  |
| 2011    | Michelle Gillingwater Pedersen |
| 2012    | Jessica Baldachino             |
| 2013    | Maroua Kharbouch               |
| 2014    | Shyanne Azzopardi              |
| 2015    | Hannah Bado                    |
| 2016    | Kayley Mifsud                  |
| 2017    | Jodie Garcia                   |
| 2018    | Star Isabel Farrugia           |